# The Good Lie
The Good Lie (tạm dịch: Lời nói dối lương thiện) là phim điện ảnh chính kịch của Mỹ năm 2014 do Margaret Nagle viết kịch bản và Philippe Falardeau đạo diễn. Phim được quay tại Atlanta, Georgia và Nam Phi, với sự tham gia của Reese Witherspoon, Arnold Oceng, Ger Duany, Emmanuel Jal, Corey Stoll, và Sarah Baker. Phim đã được trình chiếu tại Liên hoan phim quốc tế Toronto năm 2014 trước khi được phát hành vào ngày 03 Tháng 10 năm 2014. Phim khởi chiếu ở Việt Nam vào ngày 10 tháng 10 năm 2014.

## Nội dung
Trong nội chiến Sudan thứ hai, anh chị em Mamere, Paul, Jeremiah, Theo, Daniel và Abital chạy thoát sau khi gia đình và ngôi làng của họ bị tàn sát. Sau nhiều ngày đi bộ trong vùng hoang dã, họ tham gia một nhóm người tị nạn nhưng để lại sau khi họ bị bắt và nhiều người bị giết. Sau khi ngủ trong đồng cỏ, Theo thức và bị bắt bởi các binh sĩ trong khi các anh chị em trốn trong đám cỏ. Nhóm còn lại tới tại một trại tị nạn Sudan ở Nairobi, Kenya, nơi Daniel không chống lại được bệnh tật và chết. Mười ba năm sau, trong số hàng ngàn người trong trại, các anh chị em này trúng xổ số để di cư đến Hoa Kỳ.
Khi đến thành phố New York, Abital là bất ngờ nói rằng cô ấy ở lại đến Boston, nơi một gia đình đang chờ đợi. Như chị họ vừa khóc vừa bỏ đi, Jeremiah, Mamere và Paul tàu chuyến bay đến Thành phố Kansas, nơi họ gặp Carrie Davis, một nhân viên tư vấn việc làm brash, người đã giúp họ tìm được việc làm. Jeremiah làm việc tại một cửa hàng tạp hóa và học chủ nhật tại một nhà thờ địa phương. Paul làm việc tại một nhà máy và làm bạn bè với đồng nghiệp, cũng như tiếp xúc với ma túy. Mamere có hai công việc như một nhân viên bán hàng và nhân viên bảo vệ để chi trả cho việc học hành, như anh mong muốn trở thành một bác sĩ y khoa. Mamere cuối cùng đã thuyết phục Carrie giúp mang lại Abital; vào đêm Giáng sinh, Carrie đến tại nhà của họ với Abital và các anh trai ăn mừng sinh nhật của họ vào ngày 01 tháng một.
Abital nhận được một lá thư nói rằng ai đó bước vào trại tị nạn ở Kenya tìm kiếm nhóm. Nghĩ rằng đó là Theo, Mamere đi đến Nairobi và tìm kiếm các trại tị nạn sau khi họ nói với ông rằng Theo không được đăng ký. Sau khi gặp James, một người bạn cũ, ông được đoàn tụ với Theo ngày hôm sau. Mamere cố gắng để có được giấy tờ xuất nhập cảnh nhưng thất bại. Tại sân bay, Mamere tiết lộ cho Theo đó anh không thể có được cho anh trai hộ chiếu, thay vì đưa cho Theo hộ chiếu của mình. Sau một cuộc chia tay đầy nước mắt, Theo bay đi và được chấp nhận bởi gia đình của mình khi đến nơi tại Hoa Kỳ; Mamere vẫn ở Kenya và làm việc tại bệnh viện của trại.
Kết thúc phim, câu ngạn ngữ của châu Phi được trích:
```
"If you want to go fast, go alone
If you want to go far, go together"
```